# Shifra Lerer
Shifra Lerer (Avellaneda, Argentina; 30 de agosto de 1915 – Nueva York, Estados Unidos; 12 de marzo de 2011) fue una actriz y cantante estadounidense, nacida en la Argentina y proveniente del teatro idish. A lo largo de su carrera, que duró 90 años Lerer actuó y cantó junto a la gran mayoría de las figuras importantes del teatro ídish. Incluso fue elegida en papeles de películas, como el filme de Woody Allen Deconstructing Harry.
Su padre, manager de una fábrica de jabón, había emigrado a la Argentina desde el Imperio ruso a través del patrocinio del filántropo y banquero Maurice de Hirsch huyendo del antisemitismo y de la pobreza. Lerer había nacido en Avellaneda. Su familia perteneció a la Colonia agrícola judía de Santa Catalina en la Argentina. Fue descubierta en Buenos Aires por el actor, productor y leyenda del teatro ídish Boris Thomashefsky cuando tenía apenas entre cinco y ocho años, por recomendación de su hermana, la actriz Miryam Lerer. A la edad de diez años, participó en las producciones de Yakov Botashanski en un círculo teatral. Ya más grande, estudió en la Escuela de Arte dramático, en idioma castellano, y actuó durante tres años en el escenario argentino. Luego aprobó los exámenes en la Asociación de los actores y se convirtió en un miembro más, actuando con la estrella Miryam Karalova-Kambarov, luego con Moyshe Oysher y Florence Weiss. Más adelante, actuó en papeles dramáticos con Zygmunt Turkov en Urteyl, Hirsh Lekert, Ivan Kruger y en Di glokn-tsier fun Notr-dam (El campanero (jorobado) de Notre Dame).
Actuó con Yakov Ben-Ami y Bertha Kalich en Profesor Malok de Wolf, Der Foter de Strindberg, y Der poet is blind gevorn (El poeta se quedó ciego) de Leyvick, con Samuel (Hymie) Goldenberg en Hayntike kinder (Niños en estos días) de Kalmanovich; y con Maurice Schwartz en Moyshe Kalb de Singer.
En 1943 fue invitada por Samuel Goldberg para trabajar en el Teatro Parkway de Brooklyn (propiedad de Hymie Jacobson y de su hermano Irving). Su primera actuación fue en Fun Niu York keyn Berlin; a continuación inició una gira, ofreciendo conciertos en lugares como el Arbeter Ring, la Unión Nacional de Trabajadores Yiddish, y en Camp Boyberik. En 1946, volvió a actuar en la Argentina, donde trabajó en presentaciones junto a quien era entonces su esposo, Ben-Zion Witler, en el Teatro Mitre.). Con él, harían giras por la Europa de posguerra y por el entonces recientemente independizado Estado de Israel.
Se unió a la Asociación de Actores, en 1949, actuando en Got, mentsh un tayvl con Mikhal Mikhalesko y Gustav Berger.
En 1952 participó en la producción de Herman Yablokoff de Onkl Sem in yisroel (El Tío Sam en Israel) de Benyomin Ressler, en el Teatro Público en Nueva York.
Finalmente, resolvió instalarse definitivamente en Nueva York. Shifra Lerer trabajó activamente en el circuito del teatro ídish hasta que tuvo 90 años.
Su segundo marido, el también actor ídish y también argentino Michael Michalovic, había fallecido en 1987. Fue muy amiga de la actriz idish de teatro Mina Bern, quien falleció en 2010.
Lerer falleció de un ataque cardíaco en Manhattan el 12 de marzo de 2011, a los 95 años. Fue sepultada en el Bloque 67 del Cementerio Monte Hebron, en Flushing, Queens, cerca de su segundo esposo Michael Michalovic. El Bloque 67 del Cementerio se reserva a actores y actrices que trabajaron en la Industria del teatro Yiddish de la ciudad de Nueva York. Lerer está sepultada a escasos metros de Boris Thomashefsky, quien fuera su descubridor en su niñez en la Argentina. Shifra no tuvo descendientes ni herederos inmediatos.